# Gromth
Gromth es una banda de metal sinfónico noruega formada en 2008 en la ciudad de Ski, Akershus.

## Historia
Gromth es la creación del bajista Grimd (Thomas Arnesen) quien deseaba una banda de metal sinfónico a principios de los años 90s.
Grimd se unió a Khold en 2003 y tocó en una cantidad muy significativa de conciertos durante un período muy ocupado para la banda.
A mediados de 2000 se decidió a escribir la música para este proyecto al que llamó Gromth en un asunto más serio, y se puso en contacto con el cantante Ole Karlsen y el baterista Tjodalv (Ian Kenneth Åkesson) para que colaborarn con la instrumentación y voces que no podía lograr por sí mismo. Ole sorprendió a todos con su original y sombría voz, como nunca antes lo había logrado en otras bandas. Tjodalv comenzó en Dimmu Borgir junto con Silenoz y Shagrath a principios de los años 90s. En 1999 dejó Dimmu Borgir y fundó Susperia con Cyrus. Al lado de Gromth también participó en la batería de Black Comedy .
Gromth creó una gran cantidad de material de grabación durante los años 2006-2008, pero por desgracia, un desplome de la computadora en el estudio casero de Grimds, eliminó gran cantidad del audio grabado en las sesiones. Después de un pequeño descanso que decidió comenzar de nuevo con un nuevo equipo de música y material musical totalmente nuevo. En la primavera de 2010. decidió compartir el proceso de composición con el tecladista Andre Aaslie , y pronto Gromth tenía suficiente material para el esperado primer álbum de larga duración. Su disco debut fue denominado The Immortal, el cual fue lanzado como un CD doble en septiembre de 2011, bajo la etiqueta independiente noruega Worlds Apart Records.
La banda entró en el concurso Melodi Grand Prix en 2013 con la esperanza de representar a Noruega en el Festival de la Canción de Eurovisión, pero su sencillo "Alone" no logró alcanzar el primer lugar. Con la grabación de este sencillo se les unió el guitarrista Kjell Karlsen como miembro permanente y Emil Solli-Tangen como cantante invitado. Grimd, quien tocó la guitarra y el bajo en el álbum, sólo se dedicó a tocar el bajo en lo sucesivo.

## Miembros
- Ian Kenneth Åkesson Tjodalv - Batería	(2010-presente)
- Grimd	(Thomas Arnesen) - Bajo, Teclados (2010-presente)
- Andre Aaslie - Teclados (2010-presente)
- Ole Karlsen – Voz (2010-presente)
- Kjell Karlsen - Guitarra (2012-presente)

## Discografía

### Álbumes de estudio
- The Immortal (2011)

### Sencillos
- ”Alone” (2013)